# J. & W. R. Wing Company

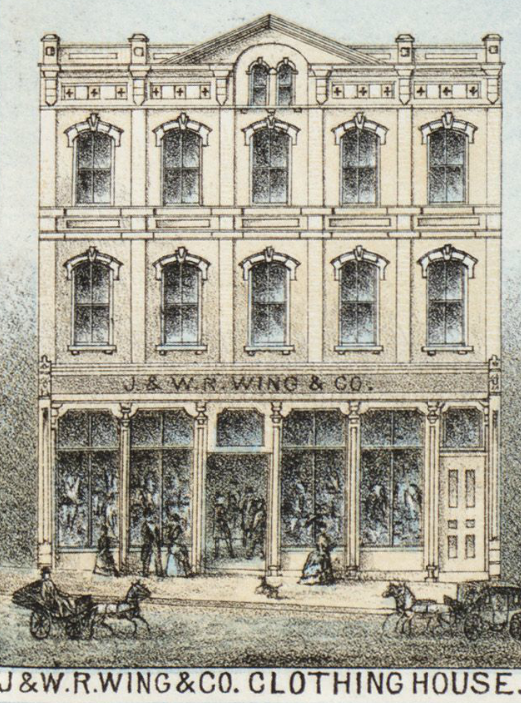
Штаб-квартира компании, Нью-Бедфорд, 1876 год

Joseph & William R. Wing Company — ранее существовавшая в США компания, занимавшаяся китобойным промыслом. Некоторое время была крупнейшей в стране.
Компания организовала 236 экспедиций по промыслу китобов в период с 1852 по 1914 год.
Штаб-квартира компании находилась в городе Нью-Бедфорд, штат Массачусетс.

## История
Братья Джозеф и Вильям Винг в 1849 году открыли галантерейный магазин в Нью-Бредфорд, обеспечивающих одеждой моряков китобойных судов, базировавшихся в этом городе. Одновременно с открытием магазина они начали инвестировать в китобойный промысел и в 1852 году стали собственниками их первого китобойного судна.
Братья увеличили свой флот в ходе Гражданской войны в США, и к 1866 году его численность составляла уже 16 судов.
К 1870 году они контролировали крупнейший флот китобойных судов в США.
В составе флота братьев Винг находилось китобойное судно Charles W. Morgan, которое в настоящее время является кораблём-музеем.
Последней китобойной экспедицией компании был рейс барка «Эндрю Хикс» («Andrew Hicks») под командованием капитана Чарльза А. Чейза в 1914 году.